# 822

## Догађаји
- Википедија:Непознат датум — Владавина династије Абасида у Багдаду.

- Пролеће — Византијски цар Михаило III Аморијац је окупио помоћне трупе и победио Тому Словена на копну и на мору, али није подигао опсаду.
- У Ласи је закључен мировни споразум између Тибета и Кине.
- Викинзи су напали Корк.
- Рат између Угара и Јудео-Хазара у региону Црног мора.
- Септембар 818 — март 822 — устанак посавских Словена против Франака под вођством кнеза Људевита Посавског, који је брутално угушио Луј Побожни. Након тога, владари Карантаније су постављени из редова Бавараца.
- На сабору у Франкфурту састају се словенски народи: Абодрити, Сораби, Вилци, Бохеми, Моравци, Гудушчани и Авари.